# یواس‌اس پیرس (ای‌پی‌ای-۵۰)
یواس‌اس پیرس (ای‌پی‌ای-۵۰) (به انگلیسی: USS Pierce (APA-50)) یک کشتی بود که طول آن 459 ft 3 in بود. این کشتی در سال ۱۹۴۲ ساخته شد.